# مسيعيد
مدينة مسيعيد هي عاصمة لبلدية مسيعيد تقع في جنوب قطر وتتميز بوجود تطور ملحوظ فيها وكذلك تتمتع بوجود مصانع النفطية وحقول وموانئ النفطية وهي من مدن السياحية في قطر إلى جانب الزبارة-الدوحة-فويرط وتتميز بوجود منتجع يأتي إليها القطريون كل يومي الخميس والجمعة وأيام العطل وهو منتجع سيلين أو سي لاين والتي تعني خط البحر بالإضافة إلى بعض مساكن مثل سكن الموظفين الذين يعملون في مصانع وشركات مثل قطر للبترول وقطر للغاز بالإضافة إلى شوارع فسيحة ووجود بنوك ومستشفيات والسبخات وهي أراضي الملحية كما تتميز بأنها ملجئ للطيور .

## الموقع
تقع مسيعيد تقريبا 50 كيلومتر (31 ميل) الجنوب من العاصمة القطرية، الدوحة. إلى الشرق والجنوب، ومسيعيد على حدود الخليج العربي. على الأرض، وإلى الشمال والغرب والحدود مسيعيد الوكرة بلدية. بل هو جزء من المنطقة باللون الأحمر في الخريطة المرفقة. سكان مسيعيد ما يقرب من 5,769.

## التاريخ
تأسست في عام 1949 مسيعيد كمحطة ناقلة من قبل قطر للبترول على موقع غير مأهولة سابقا على طول الساحل. وكان ميناء المياه العميقة الوحيد في قطر لأكثر من 20 عامًا كبلدية تم إنشاؤه في عام 1997 ولم يتم تعيين رمز ISO 3166-2.

## المدينة الصناعية
مسيعيد هي مدينة صناعية وتدار من قبل مدينة مسيعيد الصناعية، وهي شركة تابعة لقطر للبترول. جميع هذه الصناعة تتركز في المدينة يشكل جوهر الصناعة في دولة قطر.
المدينة تضم النباتات الرئيسية وأماكن الإقامة عائلة من الشركات التالية:
- قطر للبترول
- مصفاة قطر للبترول
- شركة شحم قطر
- شركة قطر للأسمدة (قافكو)
- شركة قطر للإضافات البترولية (كفاك)
- شركة قطر للبتروكيماويات (قابكو)
- شركة قطر ستيل (قطر ستيل)
- شركة قطر للفينيل (QVC)
- شركة كيماويات قطر (كيو كيم)
- قطر للألمنيوم (ألومنيوم قطر)
- هيئة ميناء مسيعيد
- حاوية محطة CT7

## الرياضة والسياحة

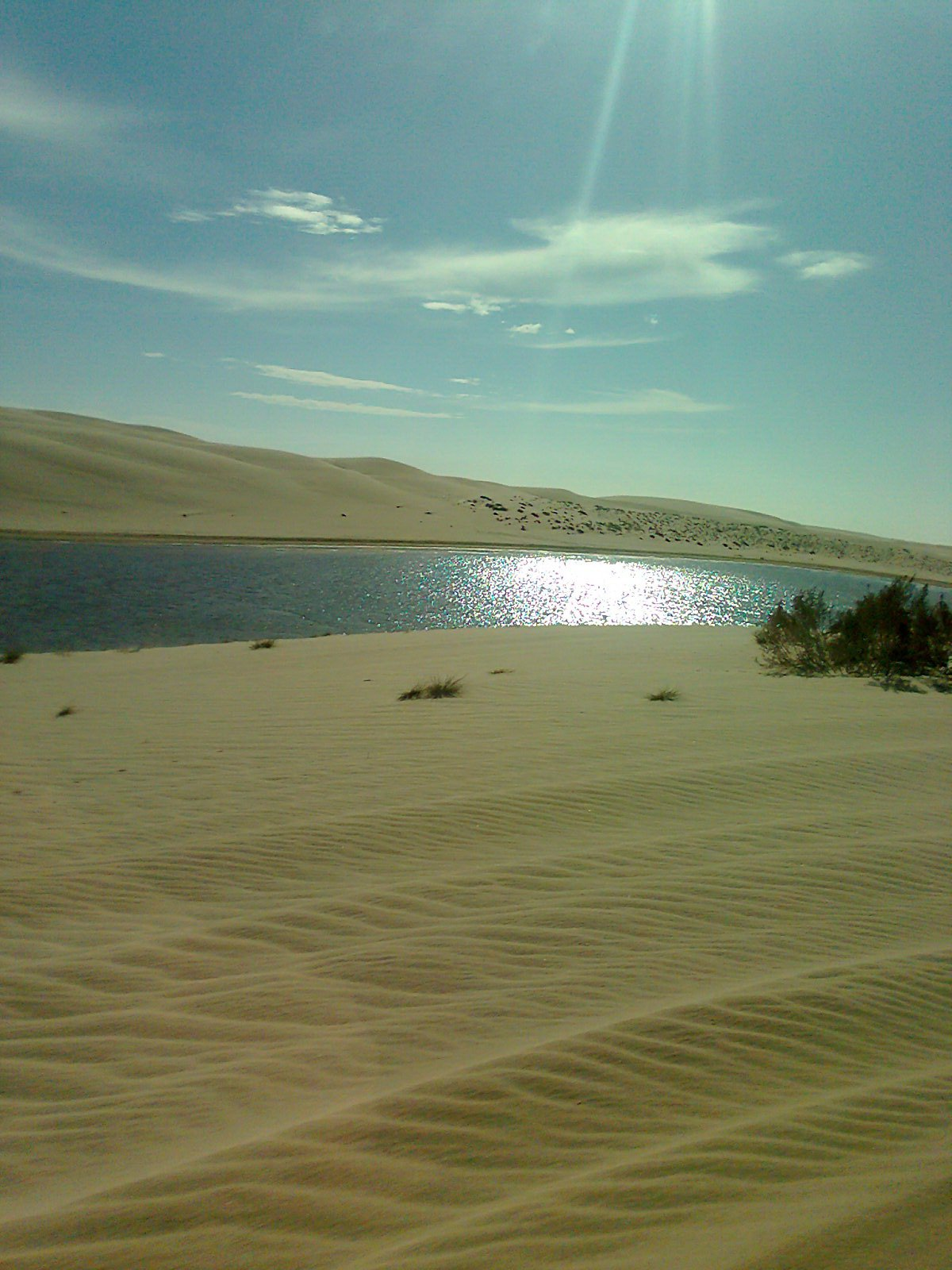
صحراء مسيعيد

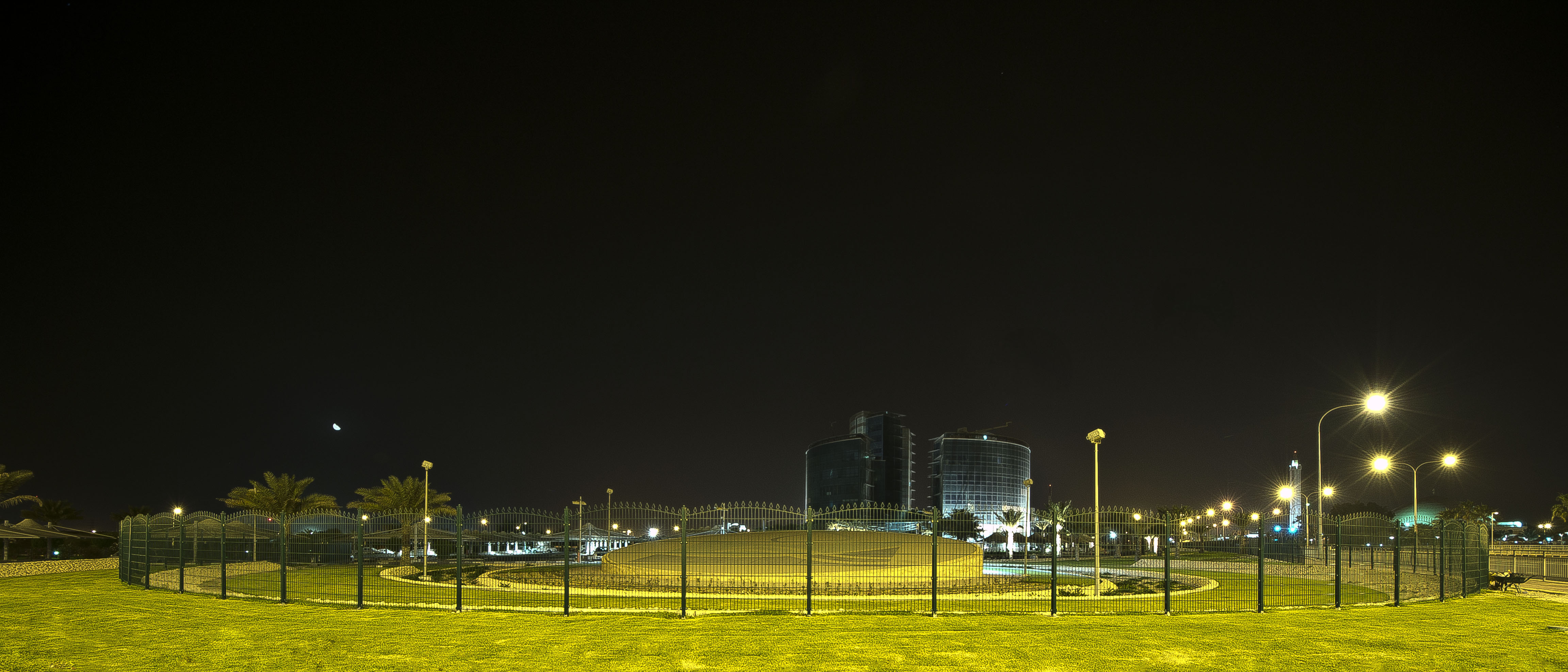
مسيعيد

هناك شاطئ ومنتجع جنوبي مسيعيد. كان لديه عاصف الكثبان الرملية - ولكن، الحرارة الشديدة خلال أجزاء من السنة يعني أنه خلال فصل الصيف على سبيل المثال، يمكن أن يكون نادرة لمراقبة الاستخدام الفعلي للمركبة الترفيه المقدمة القريبة.
لعبت الصحراء المضيف للمسابقة التحمل في دورة الألعاب الآسيوية 2006.
وهناك أيضا بعض مراكز الترفيه في مسيعيد لتلبية احتياجات العمال الشركة.
وسيتم بناء ملعب مقاعد 18000 لكأس العالم 2022 على بعد 2 كم من مستوطنة الشمالية.

### نادي البانش
وهي مملوكة من قبل قافكو، ويستخدم بشكل رئيسي من قبل كبار موظفي قافكو. هو أكبر ناد في المدينة والعديد من المرافق، بما في ذلك قاعة رئيسية، وهي كرة القدم الأرض، تنس و كرة السلة المحاكم، وهي مسبح والمطاعم . يقام قافكو معرض الخضار والزهور هناك.
ملعب الكريكت يقع بالقرب من النادي.

### نادي قابكو
وهي مملوكة من قبل شركة قابكو. وهو واحد من أكبر الأندية في المدينة. وتشمل مرافقه: ملعب لكرة القدم، وكرة السلة، والتنس، وتنس الريشة وتنس الطاولة، وهو مسبح ومطعم.

### QP نادي الغولف
وهي مملوكة من قبل قطر للبترول. أنه يحتوي على ملعب الجولف    ومسبح. ملعب للجولف هي واحدة من أقدم في قطر، التي يعود تاريخها إلى 1955 على الأقل.

## التسوق والخدمات
مدينة مسيعيد بها مركز التسوق الذي يضم متجر، متجر للالكترونيات، ومخازن البصرية، وهي مركز Q-tel، فرع لمصرف قطر الإسلامي (المصرف)، واثنين من أجهزة الصراف الآلي، وبعض المكاتب وتكنولوجيا المعلومات والاتصالات متجر الذي يضم أيضا مقهى إنترنت. تم الانتهاء من مركز للتسوق في عام 2004، وافتتح رسميا من قبل وزير الطاقة ورئيس مجلس إدارة قطر للبترول، عبد الله بن حمد العطية في مارس 2006.
وإلى جانب المصرف، وهناك أربعة بنوك أخرى: بنك الدوحة، بنك قطر الوطني (QNB)، والبنك التجاري قطر (CBQ) و وهونغ كونغ وشنغهاي المصرفية (HSBC). يقع HSBC داخل مكتب آخر للدولة من بين الفن (ثاني أكبر سوق في قطر).
المتاخمة لمركز التسوق هو كبير' سوق أو السوق. هناك كل أنواع من المحلات التجارية في ذلك مثل محلات الأقمشة ومحلات السوبر ماركت، ومحلات البقالة وصالونات الحلاقة، ومحلات غسيل الملابس، والمطاعم والمقاهي والمحلات التجارية تكنولوجيا المعلومات والاتصالات. أبرز، وهناك شوب رايت.

## التركيبة السكانية
ويبين الجدول التالي السكان في مسيعيد.
| مارس 2004 | مارس 1997 | مارس 1986 |
| --------- | --------- | --------- |
| 12674     | 7640      | 6437      |

ويبين الجدول التالي المواليد الأحياء المسجلين حسب الجنسية والجنس لهذه البلدية. ويستند مكان ولادة في بلدية منزل الأم عند الولادة.
| 2001 | 3 | 1 | 4 | 31 | 38 | 69  | 34 | 39 | 73  |  |
| 2002 | 2 | 0 | 2 | 32 | 18 | 50  | 34 | 18 | 52  |  |
| 2003 | 1 | 2 | 3 | 29 | 23 | 52  | 30 | 25 | 55  |  |
| 2004 | 1 | 3 | 4 | 48 | 55 | 103 | 49 | 58 | 107 |  |
| 2005 | 3 | 2 | 5 | 33 | 32 | 65  | 36 | 34 | 70  |  |
| 2006 | 2 | 3 | 5 | 31 | 39 | 70  | 33 | 42 | 75  |  |
| 2007 | 1 | 2 | 3 | 40 | 21 | 61  | 41 | 23 | 64  |  |

## الروابط الخارجية
- الموقع الرسمي
- Qatar Fuel Additives Company (QAFAC)